# Eddie Lowe
Edward Lowe-detto Eddie- (Halesowen, 11 luglio 1925 – Nottingham, 9 marzo 2009) è stato un calciatore e allenatore di calcio inglese, di ruolo centrocampista.

## Carriera

### Club
Ha sempre giocato nel campionato inglese, vestendo prima la maglia dell'Aston Villa, poi quella di Fulham e Notts County, nel quale ha ricoperto il ruolo di giocatore-allenatore.

### Nazionale
Ha esordito con la Nazionale inglese nel 1947, vestendone tre volte la maglia.